# بولشايا تشيرنيغوفكا
بولشايا تشيرنيغوفكا (بالروسية: Большая Черниговка) هي مدينة في مقاطعة سمارا أوبلاست في روسيا.